# Barrister
Ne doit pas être confondu avec Bannister.
Un barrister (mot traduisible en français par « avocat plaidant ») est un type d'avocat de haut niveau exerçant son métier dans un pays de Common law qui conseille, conduit le procès et défend la cause par la plaidoirie et par écrit. Il jouit ainsi du monopole de l'assistance et de la plaidoirie, ainsi que de la rédaction des écritures telles que mémoires (pleadings) et consultations.

## Fonction

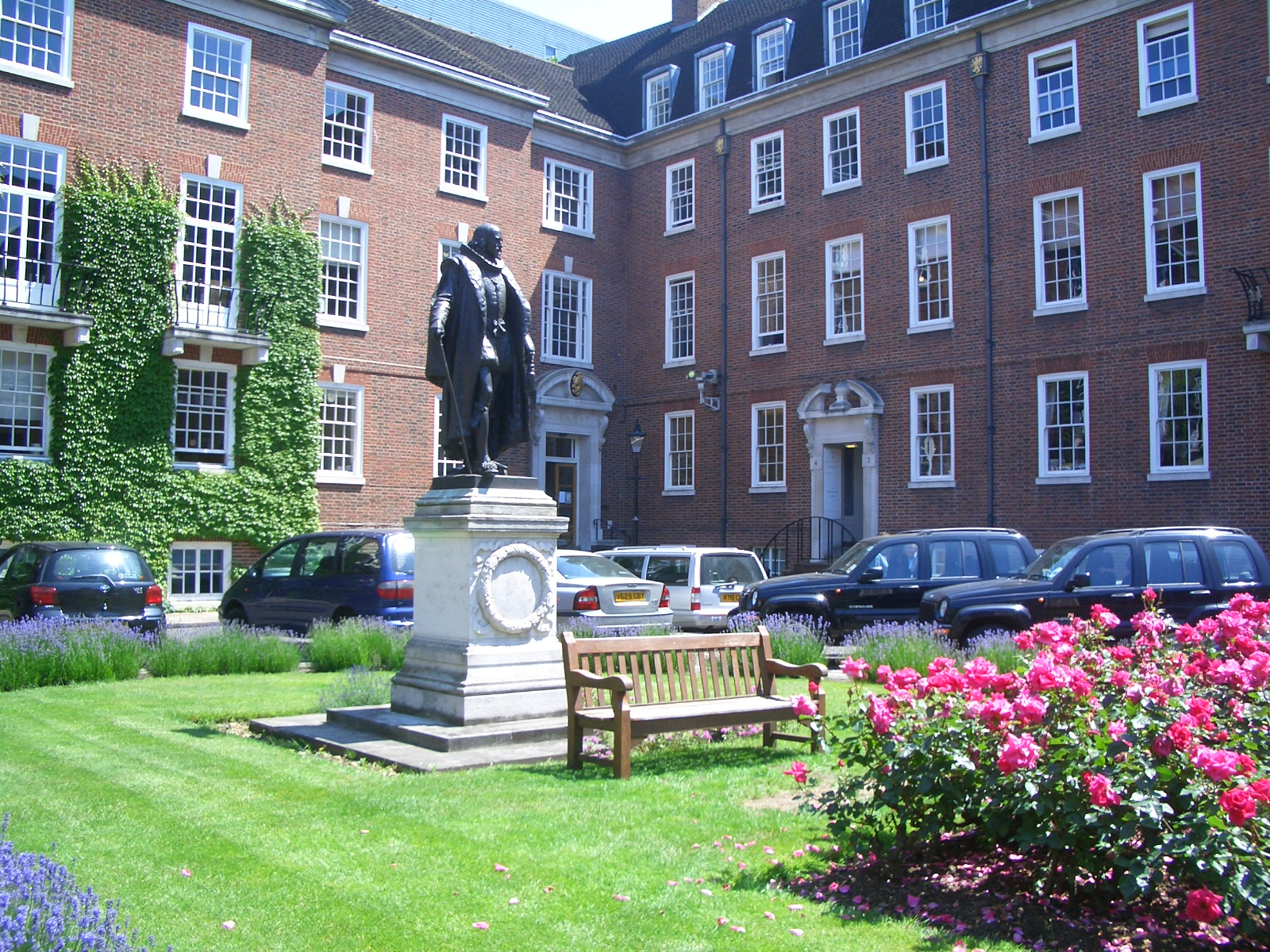
Gray's Inn, l'une des quatre Inns of Court, collèges de barristers au Royaume-Uni.

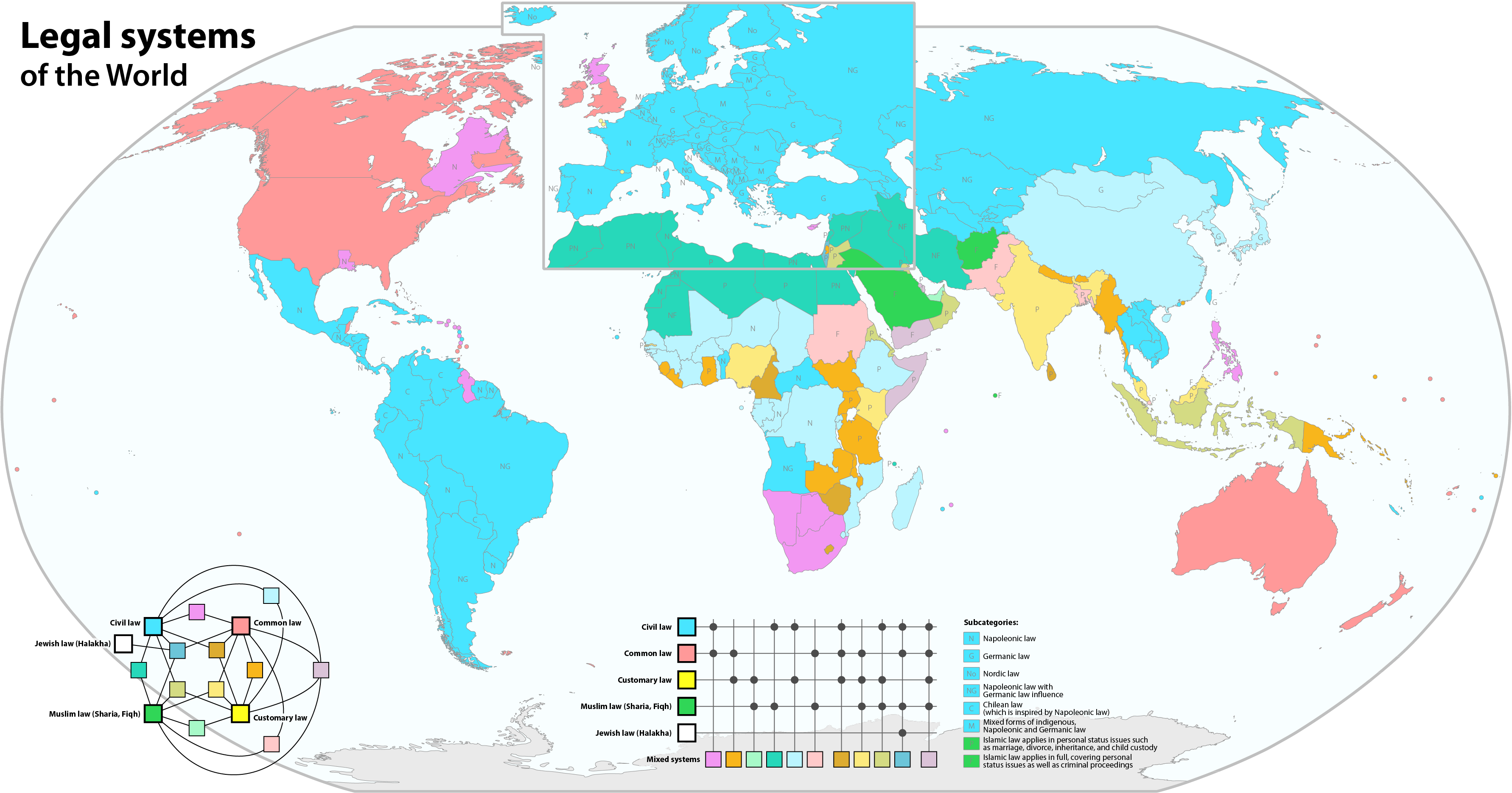
Les systèmes juridiques dans le monde.

Le terme barrister désigne le juriste spécialiste qui, dans de nombreux pays de Common law, a pour fonction principale, mais non exclusive, d'assister les parties à un procès devant la juridiction saisie de l'affaire. En effet, la Common law connaît deux auxiliaires de justice différents pour pratiquer les fonctions de l'avocat du droit français : le barrister (avocat plaidant) et le solliciteur.
La division entre barrister et solicitor est issue de l'histoire du droit britannique, mais repose sur une véritable distinction fonctionnelle : alors que le solicitor représente ses clients et postule pour leur compte, le barrister est le plus souvent mandaté par le solicitor pour plaider pour son client, lors des débats oraux devant une cour. Le solicitor n'a généralement pas le pouvoir de plaider devant les juridictions d'appel, ou de dernier ressort. La tendance actuelle cependant est d'aller vers un rapprochement des deux fonctions : création du solicitor-advocate (solicitor habilité à plaider), et omni-compétence des barristers, qui peuvent de plus en plus intervenir dans un procès sans être mandaté par un solicitor.
À la suite d'une réforme nationale de l'enseignement du droit anglais, les Inns of Court (collèges de barristers) n'assurent plus la formation des barristers, mais sont devenues des organisations corporatives régissant la profession barristeriale et fournissant de l'aide financière aux nouveaux professionnels ou aux impétrants. Ces Inns of Court, en tant qu'associations de barristers, organisent des dîners, des fêtes, des conférences et autres événements.

## Formation au Royaume-Uni
La formation du barrister au Royaume-Uni exige une maîtrise d'aptitude à la profession de barrister (le BPTC, Bar Professional Training Course), offerte par des Centres de formation professionnelle privés, notamment la University of Law et la BPP Law School, pour un montant moyen de 17 000 £. Le postulant doit ensuite valider un an de stage professionnel, dit pupillage (ou devilling en Écosse), afin d'accéder au barreau, être reçu et inscrit au tableau, et porter le titre de barrister-at-law (avocat plaignant). Malgré la hausse du nombre d'étudiants en BPTC et la stabilité du nombre de pupillages proposés, il ne reste pourtant qu'un étudiant en droit sur cinq qui choisit un parcours de formation de barrister.
La profession de barrister peut être exercée de manière individuelle, ou - le plus souvent - sous forme d'association de moyens, dite set of chambers, ou chambers tout court.

## Sources
- (en) Cet article est partiellement ou en totalité issu de l’article de Wikipédia en anglais intitulé « Barrister » (voir la liste des auteurs).
- La notion de "barrister" en droit anglais, A. de Schlichting, professeur de droit